# 尖扎盆地
尖扎盆地是位于青藏高原东北缘的一个盆地，属于山间断陷盆地，由强烈的构造变形形成。南北长约87公里，东西宽约48公里，总面积约1714平方公里。
尖扎盆地处于东部季风湿润区、西北干旱区和青藏高原高寒区的过渡带，是东亚季风、印度季风和西风环流的交汇区域。